# Суходол (река, впадает в Каспийское море)
Суходол — небольшая горная река в Дагестане, единственный естественный водоток в городской черте Дербента. Длина около 10 км.
Берёт начало в балке у северного склона горы Джалган (708,2 м). Далее течёт на север, затем, наталкиваясь на горные преграды, поворачивает на северо-восток и впадает в Каспийское море в районе садовых участков улицы Прибрежной. На реке располагаются посёлок Сабнава, город Дербент. Реку пересекают трасса Р-217, также Самур-Дербентский канал. Питание снеговое, дождевое, подземное, сбрасываются коллекторные воды канала. Притоков не имеет, в верхнем течении пересыхает в летне-осенний период, почему и получила своё название. Тем не менее, как и другие горные реки, Суходол селеопасен. Частый сход селевых масс приводит к заилению и засорению русла реки, которое нуждается в механизированной очистке, поскольку её воды подтопляют дома жителей микрорайона «Аэропорт».